# Национал-социалистический блэк-метал
Национал-социалистический блэ́к-ме́тал (от англ. National Socialist Black Metal) или НСБМ (от англ. NSBM) — условное направление блэк-метала, ориентированное на нацистскую тематику текстов и сопутствующую атрибутику. Как пишет Маттиас Гарделл, NSBM — это «национал-социализм как логическое продолжение политического и духовного инакомыслия, присущего блэк-металу»
Прежде всего принадлежность групп к жанру обуславливается текстами, сконцентрированными на белом национализме, антисемитизме, национал-социализме, гетеросексизме, расизме и расовой сегрегации, смешанными с эстетикой сатанизма или язычества. Музыканты, которые придерживаются национал-социалистических убеждений, но не отображают их в творчестве, к NSBM не причисляются, хотя их могут к нему относить  в средствах массовой информации. Некоторые коллективы, использующие нацистскую символику и другие отсылки к нацистской Германии только в целях эпатажа, к национал-социалистической музыке также не относятся.

## Происхождение
Движение зародилось в Норвегии. Варг Викернес, один из «отцов» блэк-метал движения и создатель культовой группы Burzum,  рассматривается как более поздний «основоположник» идей нацизма в блэк-метале. Во время раннего творчества, до тюремного заключения, он не воспринимал подобные идеи. Согласно интервью журналу Blood & Honour, он вступил в неонацистскую организацию Zorn 88’s (также называемую Norges Nasjonalsocialistiske Bevegelse [NNSB]) в 1992 году и в White Aryan Resistance еще до того, как  убил Эйстейна Ошета. Хотя его лирика не выражает национал-социалистических или политических взглядов и не относится к NSBM, по словам некоторых журналистов нацизм является составной частью его мировоззренческого фундамента. Кроме того, он приветствовал НСБМ-движение за «мужество быть иными и политически некорректными в отличие от бесхребетных позеров на Black Metal-сцене». Автор опубликовал несколько эссе, оцениваемых как расистские, на сайте Burzum. В последнее время Викернес пытался дистанцироваться от нацизма и сцены NSBM, предпочитая называть себя одалистом вместо «социалистической» и «материалистической» нацистской сцены.

## Идеология
НСБМ складывается из национал-социалистических убеждений с одной стороны и особенностей менталитета поклонников блэк-метала с другой, в частности из ненависти к христианству, язычеству (неоязычества) и сатанизму в нацистской интерпретации. Музыканты часто обращаются к эзотерике и язычеству (к примеру, культовая группа Bilskirnir), которые практиковали деятели нацистской Германии, как Альфред Розенберг и общество Туле. Хендрик Мёбус из Absurd описывал национал-социализм как «наиболее совершенный синтез сатанинской / люциферической воли к власти, элитарный социальный дарвинизм, связанный с арийским германским язычеством».

### Антихристанство и антисемитизм
Многие музыканты НСБМ рассматривают христианство как продукт некого еврейского заговора для уничтожения так называемой «арийской», «белой» культуры. Они обычно отрицают факт существования антисемитизма в христианстве, а также то, что хотя Католическая церковь резко критиковала НСДАП, а в разосланном СС меморандуме Бормана резюмировалось, что «Национал-социалистские и христианские идеи несовместимы», некоторые епископы были ярыми нацистами во времена нацистской Германии, а многие видные деятели нацистской Германии (в том числе Гитлер) называли себя христианами.

### Белый национализм
Хотя многие «белые националисты» положительно оценивали НСБМ из-за его идеалов и лирического содержания, некоторые негативно оценили специфику жанра. Это было вызвано прежде всего ассоциациями металлической музыки с слоганом «Секс, наркотики и рок-н-ролл». Иногда жанр критиковали из-за длинных волос и металлического имиджа в целом, проведя аналогии с хиппи и стилистикой левых движений.
В частности Уильям Лютер Пирс, основатель Национального Альянса, стремился содействовать популяризации НСБМ и другой музыки соответствующей этим политическим идеалам. Им был основан лейбл «Resistance Records», объясняя это тем что лейбл будет «спонсировать Национальный Альянс и распространять наше сообщение наиболее эффективно». Ради этого он даже помог разместить фронтмена группы Absurd Хендрика Мобуса, в то время когда тот скрывался в США от немецких властей. Хотя Пирс высоко оценил идеологические ценности НСБМ и коммерческую выгоду от Resistance Records, сам музыкальный жанр он не любил, и критиковал его за «Секс, наркотики и рок-н-ролл» и «негроидные» влияния.
Примерно с 2013 года некоторые НС-блэк исполнители, например М8Л8ТХ, начали использовать словосочетание «militant black metal», не отходя от нацистского содержимого. С недавних пор это движение включает в себя и других исполнителей, в том числе французскую группу Peste Noire, и поддерживается ультраправыми организациями, в частности, WotanJugend.

## NSBM и сцена блэк-метала
По версии немецкого журналиста Матиаса Гарделла, поклонники НСБМ находятся в меньшинстве по отношению к остальной сцене блэк-метала. Они были раскритикованы некоторыми видными блэк-музыкантами: Йоном Нёдтвейдтом, Tormentor, King ov Hell, Инфернусом, Lord Ahriman, Emperor Magus Caligula Protector,, участниками Watain. и участниками Arkhon Infaustus.
Многие блэк-металлисты отвергают национал-социализм, поскольку видят в нём тоталитаризм, авторитаризм и стадное чувство, что конфликтует с традиционной для блэк-метала направленностью на индивидуальность. Лирика группы Darkthrone всегда была аполитичной, но участник группы Fenriz также упоминал, что в молодости сидел в изоляторе из-за участия в митинге протеста против апартеида. Тем не менее, на первых изданиях ранних альбомов Darkthrone их стиль был обозначен как Norsk Arisk Black Metal (Норвежский Арийский Блэк Метал).  Вокалист шведской блэк-метал группы Craft говорил:

Я не думаю, что национал-социализм смешивается с реальной идеологией Black Metal, и это не идет дальше, чем элементы эстетики. Я только думаю, что NS Black Metal является неуместным ярлыком для музыки
Большинство изданий, посвящённых металической музыке, как правило, игнорируют NSBM группы. Книга Unheilige Allianzen вызвала краткое обсуждение в журнале Legacy, чтобы остановить рекламу NSBM. Другая дискуссия прошла между читателями журнала Rock Hard руководствуясь Der rechte Rand im Black Metal (Black Metal’s Far-right Border)

### На английском
- Nicholas Goodrick-Clarke: White Noise and black metal in: Black Sun: Aryan Cults, Esoteric Nazism and the Politics of Identity (S. 193—213). New York University Press, 2002, ISBN 0-8147-3124-4
- Hail Loki! Hail Satan! Hail Hitler! Darkside Asatrú, Satanism and Occult National Socialism in: Gardell, Matthias. Gods of the Blood: The Pagan Revival and White Separatism[англ.] (англ.). — Durham and London: Duke University Press, 2003. — 445 p. — ISBN 978-0-8223-3071-4.
- Michael Moynihan, Didrik Søderlind: Lords of Chaos: The Bloody Rise of the Satanic Metal Underground. Los Angeles, Feral House Books, 1998, ISBN 0-922915-48-2

### На немецком
- Christian Dornbusch, Hans-Peter Killguss: Unheilige Allianzen. Black Metal zwischen Satanismus, Heidentum und Neonazismus. Münster, Unrast Verlag, 2005, ISBN 3-89771-817-0
- Johannes Lohmann, Hans Wanders: Evolas Jünger und Odins Krieger — Extrem rechte Ideologien in der Dark-Wave- und Black-Metal-Szene in: Christian Dornbusch, Jan Raabe: RechtsRock — Bestandsaufnahme und Gegenstrategien. (p. 287—311) Hamburg/Münster, Unrast Verlag, 2002, ISBN 3-89771-808-1.